# التینو، ابروزو
التینو، ابروزو (به ایتالیایی: Altino, Abruzzo) یک سکونتگاه مسکونی در ایتالیا است که در استان کییتی واقع شده‌است.

## خصوصیات
التینو ۱۵ کیلومترمربع مساحت و ۲٬۶۷۴ نفر جمعیت دارد و ۳۴۵ متر بالاتر از سطح دریا واقع شده‌است.